# Mas Boscà (Badalona)
El Mas Boscà, antigament Montcerdà, és una masia del barri de Pomar de Dalt de Badalona, catalogada com a bé cultural d'interès local.

## Història
A les vinyes de la finca hi havia una vil·la d'època tardoromana o amb origen en un poblament franc. A la zona, antigament anomenada Monasteriolo (Monistrol), s'hi ha trobat una necròpolis del segle x, i als voltants també s'ha trobat diverses restes ceràmiques ibèriques i romanes.
La masia està documentada des del segle xi amb el nom de Mont Cerdano (Montcerdà), i el 1317 consta com a propietat de Guillem de Montcerdà. Cap al 1403, la pubilla Constança es va casar amb Bernat Boscà, fill d'una família de pagesos de Llefià, i l'hereu fou Antoni Boscà i Montcerdà.
El 1816, la pubilla Josepa Boscà i Dorda (1796-1865), filla del corredor reial de canvis Josep Boscà i Serra i de Maria Dorda, es va casar amb el cerer Jacint Galí i Vilar (†1825) a la parròquia de Sant Cugat del Rec. A la seva mort, la masia passà a mans de la seva primogènita Concepció Galí i Boscà, casada amb l'advocat barceloní Francesc Malet i Casas (†1876). L'hereu fou Josep Jacint Malet i Galí (1846-1900), casat amb Ramona Estruch i Malet, filla de la seva cosina Carme Josepa Malet i Font i de l'industrial tèxtil mataroní Josep Oriol Estruch i Anglada. El succeí el seu fill Josep Maria Malet i Estruch (1884-1970), casat amb Núria de Travy i de Vedruna, filla de Ramon de Travy i de Còdol i de Concepció de Vedruna i de Cruïlles de Peratallada, que en el seu testament llegà el mas a tots els seus fills, a parts iguals.
El 1990, quan es realitzà l'inventari de patrimoni local, la família Malet i de Travy encara hi feia explotació agrícola i un consum familiar del vi.

## Descripció
Està situada en un terreny marcat per diferents terrasses, amb accessos per la riera de Pomar i pel camí a can Miravitges, a més de la carretera de can Ruti, a l'altra banda de la qual es troba el turó d'en Boscà, on hi ha un poblat ibèric. La construcció actual data del segle xvi, i és de planta baixa, pis i golfes, de tipus basilical, amb alguns elements afegits. L'escala sobresurt a l'exterior en forma de torre quadrada, que està adossada al cos de la masia. A la façana principal hi destaquen les finestres gòtiques i un porxo amb terrassa davant de l'entrada, El 1860, el mas constava com a caserío en el nomenclàtor municipal, amb un conjunt de quatre edificis. A més, la masia també conserva interessants elements dedicats a l'elaboració del vi, i un important arxiu particular.
Té annexa una capella de planta circular, construïda l'any 1850, dedicada a Sant Isidre. El seu mobiliari barroc es va cremar el 1936, amb l'esclat de la revolució durant la Guerra Civil espanyola.